# Писарєва Стелла Володимирівна
Стелла Володимирівна Писарєва (28 лютого 1925, СРСР, Українська РСР, Житомирська область, Бердичів — 25 травня 2020,  Росія, Республіка Татарстан, Казань) — музейна працівниця, яка зробила вагомий особистий внесок у збереження культурної спадщини та музейну справу в Татарстані, заслужена працівниця культури Татарської АРСР (1975), заслужена працівниця Казанського університету (2004). Почесна директорка Історичного музею Казанського університету.

## Нагороди, почесні звання
Стелла Писарєва народилася 28 лютого 1925 року у Бердичеві Житомирської області в Україні в родині професійних військових. Залежно від служби батька (заступника начальника прикордонної ескадри), сім'я переїжджала з міста в місто: Кам'янець-Подільський, Київ (1935—1937) та Харків (1937—1941). У 1938 році її батько був репресований та розстріляний. Коли почалася війна, сім'я була в Харкові. Потім вони їдуть поїздом до Саратова, від Волги до Казані водою, звідти до Раїфа, до сестер, мати яких раніше переїхала до Раїфа. В Казані навчається Писарєва в школі № 4, потім закінчує філологічне відділення історико-філологічного факультету Казанського державного університету імені Ульянова-Леніна (1946).

## Кар'єра
З 1946 по 1964 рік працює у музеї О. М. Горького в Казані (нинішній музей О. М. Горького та Ф. І. Шаляпіна).
З 1964 по 1978 рік — заступник директора з наукової роботи, завідувачка літературного відділу Державного музею ТАССР (нинішній Національний музей Республіки Татарстан). Окрім відповідальності за дослідження, Писарєва також бере участь в організації виставок та масштабних виставок у музеї. Великі зусилля докладаються до організації нових музеїв в Татарстані: Музей Ярослава Гашека в Бугульмі (відкритий у 1966 році), у місті Козловка в Чувашії (першому на території Російської Федерації) музей  М. І. Лобачевського (1994), у місті Набережні Челни музей історії побудови КамАЗу (нинішній музей історії Челни — Регіональні студії), за її керівництва відкрито музей Габдулли Тукая в Новому Кирлай (1971).
Протягом сорока років з 1978 року Писарєва була засновником та директором Музею історії Казанського державного університету. Працювала над організацією музею у 1978 році, з нагоди 175-ї річниці університету, ректор КДУ у 1954—1979 роках М. Т. Нужин. Протягом 1 року та 2 місяців накопичується багато матеріалів, присвячених розвитку науки, освіти, розвитку культури, громадської думки, а також науковцям, викладачам та студентам університету. Урочисте відкриття музею відбулося 30 листопада 1979 року. Цей музей став важливим центром культурного життя Казані, провідним музеєм серед університетів Російської Федерації.
Останнє місце роботи (з грудня 2017 року) — музей О. М. Горького і Ф. І. Шаляпіна, де займається організацією літературно-музичних вечірок.
Померла Стелла Писарєва 25 травня 2020 року у Казані. Похована на Арському кладовищі.

## Громадські справи
Стелла Володимирівна багато років очолювала Науково-методичну раду музеїв університетів Середнього Поволжя. Вона була членом ради Науково-методичної ради музеїв російських університетів. У 1950-х роках працювала заступником голови Військово-патронатної комісії ТАРСР, а в 1960-х роках заступником голови Молодіжної комісії Татарстанського відділення Товариства «Белем». Була засновником організації Казанської міської організації Товариства радянсько-чехословацької дружби, і більше тридцяти років була першим заступником правління організації міста, а потім республіканського відділення товариства.

## Нагороди
- 1975 — Заслужений працівник культури Татарської АРСР
- 2004 — Заслужений працівник Казанського університету
- 2005 — медаль на згадку про тисячоліття Казані
- 2014 — річниця світового героїзму. 1613—2013 (покійної княгині Марії Володимирівни Романової, голови Російського імператорського дому)[6]
- 2015 — Медаль «За доблесну службу»